# Antonio Šančić
Antonio Šančić (ur. 23 listopada 1988 w Brežicach) – chorwacki tenisista.

## Kariera tenisowa
Zawodowym tenisistą został w 2006 roku.
Startując w turniejach rangi ATP World Tour osiągnął 3 finały.
W rankingu gry pojedynczej najwyżej był na 362. miejscu (17 sierpnia 2009), a w klasyfikacji gry podwójnej na 60. pozycji (23 kwietnia 2018).

### Finały w turniejach ATP World Tour
| Legenda                                      |
| -------------------------------------------- |
| Wielki Szlem                                 |
| Igrzyska olimpijskie                         |
| Tennis Masters Cup / ATP Finals              |
| ATP Masters Series / ATP Tour Masters 1000   |
| ATP International Series Gold / ATP Tour 500 |
| ATP International Series / ATP Tour 250      |

#### Gra podwójna (0–3)
| Końcowy wynik | Nr | Data                 | Turniej | Nawierzchnia  | Partner        | Przeciwnicy                 | Wynik finału      |
| ------------- | -- | -------------------- | ------- | ------------- | -------------- | --------------------------- | ----------------- |
| Finalista     | 1. | 24 lipca 2016        | Umag    | Ceglana       | Nikola Mektić  | Martin Kližan David Marrero | 4:6, 2:6          |
| Finalista     | 2. | 22 października 2017 | Moskwa  | Twarda (hala) | Damir Džumhur  | Maks Mirny Philipp Oswald   | 3:6, 5:7          |
| Finalista     | 3. | 15 kwietnia 2018     | Houston | Ceglana       | Andre Begemann | Maks Mirny Philipp Oswald   | 7:6(2), 4:6, 9–11 |